# Copiapó (provincie)
Copiapó is een provincie van Chili in de regio Atacama. De provincie telde 185.618 inwoners in 2017 en heeft een oppervlakte van 32.539 km². De hoofdstad is Copiapó.

## Gemeenten
Copiapó is onderverdeeld in drie gemeenten:
- Copiapó
- Caldera
- Tierra Amarilla